# Discografia lui Alexandru Grozuță
Discografia cântărețului Alexandru Grozuță cuprinde discuri de gramofon, viniluri, CD-uri, DVD-uri, realizate în România la casele de discuri His Master's Voice și Electrecord și la Radiodifuziunea Română.

### Discuri His Master's Voice
| An   | Număr de catalog | Format                 | Piese                                                                                   | Acompaniament                      |
| 1934 | JB 45            | shellac, 25 cm, 78 RPM | Duce m-ași și tot m-ași duce (Emil Monția) Arde-mi-te-ai codru des (Tiberiu Brediceanu) | orchestra ardelenească Adam Pinter |

## Discuri Electrecord
| An   | Număr de catalog                        | Format                   | Piese | Acompaniament |
| 1940 | 1405                                    | shellac, 25 cm, 78 RPM   | Doamne, tu ne-ai dat o țară (Emil Monția) Mult de tot am îmbătrânit (Martin Vereșan) | orchestra Ionel Cristea |
| 1940 | 1406                                    | shellac, 25 cm, 78 RPM   | Jalba florilor (Filaret Barbu) Of, dor, dor (Constantin Brăiloiu) | orchestra Ionel Cristea |
| 1940 | 1407                                    | shellac, 25 cm, 78 RPM   | Cătănioară bănățeană (Filaret Barbu) Icoana sfântă (Martin Vereșan) | orchestra Ionel Cristea |
| 1953 | EPA 1770                                | shellac, 25 cm, 78 RPM   | Astă noapte te-am visat | Orchestra populară a Sfatului Popular al Capitalei, dirijor Grigore Albin |
| 1953 | EPA 1775                                | shellac, 25 cm, 78 RPM   | Vezetett a Párt [Partidul ne conduce] (Max Eisikovits) | Ansamblul de cântece al Comitetului de Radio, dirijor Ion Luca-Bănățeanu |
| 1953 | EPA 1776                                | shellac, 25 cm, 78 RPM   | Apato dala [Cântecul secerătorilor] | Ansamblul de cântece al Comitetului de Radio, dirijor Ion Luca-Bănățeanu |
| 1953 | EPA 1788                                | shellac, 25 cm, 78 RPM   | Cătălină, Cătălină În răriștea de lângă vii | Orchestra populară a Comitetului de Radio, dirijor Ion Luca-Bănățeanu |
| 1954 | EPA 1814                                | shellac, 25 cm, 78 RPM   | Colo-n vale la fântână | Orchestra populară a Comitetului de Radio, dirijor Ion Luca-Bănățeanu |
| 1954 | EPA 1828                                | shellac, 25 cm, 78 RPM   | 1. Pe lângă plopii fără soț 2. Pe umeri pletele-i curg râu | Orch. Comit. de Radio, dirijor Nicu Stănescu (1) Orchestra „Carpați”, dirijor Valeriu Vărzaru (2) |
| 1956 | EPA 2204                                | shellac, 25 cm, 78 RPM   | Mărie, dragă Mărie Mândra cu poale ciurate | Orchestra „Electrecord”, dirijor Ionel Budișteanu |
| 1956 | EPA 2205                                | shellac, 25 cm, 78 RPM   | La fereastra cu zorele (P. Popescu-Peppo) | Orchestra „Electrecord”, dirijor Ionel Budișteanu |
| 1956 | EPA 2206                                | shellac, 25 cm, 78 RPM   | Pasăre nevinovată (romanță populară) | Orchestra „Electrecord”, dirijor Ionel Budișteanu |
| 1957 | EPC 108                                 | vinil, 17 cm, 33 RPM     | 3. La fereastra cu zorele (P. Popescu-Peppo) | Orchestra „Electrecord”, dirijor Ionel Budișteanu |
| 1957 | EPD 11                                  | vinil, LP, 25 cm, 33 RPM | 2. Mărie, dragă Mărie | Orchestra „Electrecord”, dirijor Ionel Budișteanu |
| 1958 | EPA 2578                                | shellac, 25 cm, 78 RPM   | Pe Mureș și pe Târnave Cântec de nuntă [Cântecul găinii] | Orchestra „Electrecord”, dirijor Ionel Budișteanu |
| 1959 | EPA 2677                                | shellac, 25 cm, 78 RPM   | Mândra mea de altădată (Flori de nufăr) | Orchestra „Electrecord”, dirijor Nicu Stănescu |
| 1959 | EPA 2680                                | shellac, 25 cm, 78 RPM   | Momârlăneasca (reg. Hunedoara) | Orchestra „Electrecord”, dirijor Nicu Stănescu |
| 1960 | EPA 2913                                | shellac, 25 cm, 78 RPM   | Dunța (joc din Ardeal) Dida nana | Orchestra „Electrecord”, dirijor Nicu Stănescu |
| 1960 | EPA 2915                                | shellac, 25 cm, 78 RPM   | Am iubit doi ochi albaștri (romanță populară) | Orchestra „Electrecord”, dirijor Nicu Stănescu |
| 1960 | EPD 96 Romanțe                          | vinil, LP, 25 cm, 33 RPM | 1. Pe umeri pletele-i curg râu 4. Știi tu 5. Mai am un singur dor 7. Am iubit doi ochi albaștri | orchestra Nicu Stănescu |
| 1961 | EPE 053                                 | vinil, LP, 30 cm, 33 RPM | 2. Pe Mureș și pe Târnave | Orchestra „Electrecord”, dirijor Ionel Budișteanu |
| 1963 | EPD 1007 Muzică populară transilvăneană | vinil, LP, 25 cm, 33 RPM | 7. Pe Mureș și pe Târnave | Orchestra „Electrecord”, dirijor Ionel Budișteanu |
| 1963 | EPC 409                                 | vinil, 17 cm, 33 RPM     | 1. În răriștea de lângă vii 2. Mândra mea de altădată (Flori de nufăr) | O.M.P.R., dirijor Ion Luca-Bănățeanu (1) Orchestra Nicu Stănescu (2) |
| 1975 | 45-STM-EPC 10.439                       | vinil, 17 cm, 45 RPM     | 1. Lele de la Orăștie 2. Dragostea nu-i fiecum 3. Cui nu-i place dragostea 4. Țucu-ți ochii sebeșană 5. Tot pe drum | orchestra George Vancu |
| 1979 | EPE 01688 Pe Mureș și pe Târnave        | vinil, LP, 30 cm, 33 RPM | 1. Pe Mureș și pe Târnave 2. Decât noră-n casa voastră 3. Cât îi Valea Crișului 4. Tot pe drum, pe drum, pe drum 5. Pe marginea Dunării 6. Țucu-ți ochii 7. Neghiniță neagră 8. Am iubit doi ochi albaștri (romanță) 9. Pe mine cine mă sărută 10. Sub vișinul înflorit (romanță) 11. Știi tu (romanță) 12. Numai dragostea-i aproape (romanță) 13. De-acum nu te-oi mai vedea (romanță) | O.M.P.R., dirijori: Victor Predescu (1, 2, 7), George Vancu (3, 5, 6), orchestra Nicu Stănescu (8), Orchestra populară a Consiliului Popular al Municipiului București, dirijor Grigore Albin (4), formația Radu Voinescu (10, 11, 13), formația Ghiță Mureșan (9, 12) |
| 1985 | EPE 02683 Romanțe                       | vinil, LP, 30 cm, 33 RPM | 1. De n-o iubesc 2. Numai dragostea-i aproape 3. Pe lângă plopii fără soț 4. Mândra mea de altădată 5. De tine nu-mi mai este dor 6. Sub vișinul înflorit 7. Smaranda 8. Bătrânii 9. Știi tu... 10. De-acum nu te-oi mai vedea | orchestra Ghiță Mureșan (1, 2), orchestra Nicu Stănescu (4), O.M.P.R., dirijor Radu Voinescu (5, 6, 9, 10) |

## ÎnregistrăriRadio România

### Discuri de gramofon
| Anul înreg. | Matriță                | Piese | Acompaniament                             | Note                      |
| 1940        | RD 101 RD 102a RD 102b | Foaie verde pup de crin (Tiberiu Brediceanu) Păcurar la oi am fost (Sabin Drăgoi) Ți-am adus mândro cercei (Emil Monția) | Orchestra Radio, dirijor Theodor Rogalski | difuzate la Radio în 1941 |
| 1940        | RD 106                 | Doina lui Barbu Lăutaru                                                                                                  | orchestră                                 |                           |
| 1949        | RD 126 RD 127          | Pe Mureș și pe Târnavă Decât bade-n casa voastră                                                                         | orchestra Ion Luca-Bănățeanu              |                           |
| 1949        | RD 128 RD 129          | Munte, munte brad frumos și Vino mândro-n joc Cât îi satul meu de mare                                                   | orchestra Ion Luca-Bănățeanu              |                           |
| 1949        | RD 138 RD 139          | De-aș trai cât frunza-n vie Pe umeri pletele-i curg râu (versuri de George Coșbuc)                                       | orchestra Ion Luca-Bănățeanu              |                           |
| 1949        | RD 140 RD 141          | Ici în vale, la izvor (Foaie verde de mohor) Mânce-te bade amarul                                                        | orchestra Ion Luca-Bănățeanu              |                           |

### Benzi de magnetofon
| Anul înreg. | Piese | Acompaniament                                                             | Note                                                   |
| 1950        | Astă noapte te-am visat Tot pe drum, pe drum, pe drum | Orchestra populară a Sfatului Popular al Capitalei, dirijor Grigore Albin |                                                        |
| 1952(?)     | Cătălină, Cătălină Colo-n vale la fântână Foaie verde de mohor (Ici în vale, la izvor) În răriștea de lângă vii (romanță de Iosif Paschill) Nană, nană Vară, vară, primăvară și Vin feciori în sat | Orchestra populară a Comitetului de Radio, dirijor Ion Luca-Bănățeanu     |                                                        |
| 1953(?)     | Pe lângă plopii fără soț (G. Șorban / M. Eminescu) | Orchestra populară a Comitetului de Radio, dirijor Nicu Stănescu          |                                                        |
| 1954        | Pe umeri pletele-i curg râu (versuri de George Coșbuc) | Orchestra „Carpați”, dirijor Valeriu Vărzaru                              |                                                        |
| 1963        | Ciobănașul | O.M.P.R., dirijor Victor Predescu                                         |                                                        |
| 1966        | Cât îi valea Crișului De s-ar afla cineva Pe marginea Dunării Țucu-ți ochii, sebeșană | Orchestra de muzică populară Radio, dirijor George Vancu                  |                                                        |
| 1966        | De ce m-ați dus de lângă voi (versuri de Octavian Goga) De tine nu-mi mai este dor (Fl. Delmar / A. Felea) Mult mă-ntreabă inima                                                                   | O.M.P.R., dirijor Radu Voinescu                                           |                                                        |
| 1969        | Smaranda (D. Mihăilescu-Toscani / Stan Palanca) Țucu-te mândro, te țuc | O.M.P.R., dirijor Radu Voinescu                                           |                                                        |
| 196x        | Pe Mureș și pe Târnave Decât noră-n casa voastră | O.M.P.R., dirijor Victor Predescu                                         |                                                        |
| 1977        | De-acuma nu te-oi mai vedea (romanță) | O.M.P.R., dirijor Radu Voinescu                                           |                                                        |
| 1977        | De n-o iubesc Numai dragostea-i aproape (Al. Grozuță / M. Beniuc) Pe mine cine mă sărută | orchestra Ghiță Mureșan                                                   | înregistrări realizate la studioul regional Radio Cluj |
| 1979        | Lele de la Orăștie | O.M.P.R., dirijor Victor Predescu                                         |                                                        |
| 1980        | Eu la joc, nana la joc | O.M.P.R., dirijor George Vancu                                            |                                                        |
| 1983        | Mândră floare-i norocul Vino mândro, vino | O.M.P.R., dirijor George Vancu                                            |                                                        |

## TVR Media
Filmările lui Alexandru Grozuță au fost realizate de Televiziunea Română (TVR), în studiourile instituției.
Aceste filmări au început a fi editate pentru prima oară, pe suport DVD, începând cu anul 2006 de casa de producție a Televiziunii Române, TVR Media.
| An apariție | Titlu DVD                           | Piese | Acompaniament              | Note     |
| 2006        | Maeștrii muzicii populare românești | 42. Țarina de la Găina | orchestră populară         | live     |
| 2006        | Maeștrii muzicii populare românești | 43. Pe Mureș și pe Târnave 44. Decât bade-n casa voastră 45. Mi-o zis tata să mă-nsor 46. Mândruliță, drag mi-ar fi 47. Cântecul găinii | orchestra Nicușor Predescu | playback |

## Resurse bibliografice
- Columbia și His Master's Voice — Catalog general, Carpații S.A.R., București, 1940
- Marile succese și ultimile Noutăți pe plăci „Electrecord”, Tipografia Zidire Nouă, București, 1943
- Catalogul plăcilor de gramofon, Electrecord, București, 1958
- Catalogul general, Electrecord, București, 1958
- Catalog de discuri, Electrecord, Ediția IV, București, 1968
- Cosma, Viorel: Lăutarii de ieri și de azi, ediția a II-a, Editura Du Style, București, 1996